# Маурицијска рупија
Маурицијска рупија је званична валута на Маурицијусу. Скраћеница тј. симбол за рупију је ₨ а међународни код MUR. Рупију издаје Банка Маурицијуса. У 2007. години инфлација је износила 9,1%. Једна рупија се састоји од 100 цента.
Постоје новчанице у износима 25, 50, 100, 200, 500, 1000 и 2000 рупија и кованице у износима од 1, 5, 10 и 20 рупија.